# راي ميرسر
راي ميرسر (بالإنجليزية: Ray Mercer)‏ (مواليد 4 أبريل 1961) هو ملاكم أمريكي، مثّل بلاده في الألعاب الأولمبية الصيفية 1988.

## روابط خارجية
- راي ميرسر على موقع IMDb (الإنجليزية)

راي ميرسر على موقع بوكس ريك (الإنجليزية) (registration required)
- راي ميرسر على موقع شيردوغ (الإنجليزية)
- راي ميرسر على موقع أوليمبيديا (الإنجليزية)